# غارسيا دومينغوس
غارسيا دومينغوس مواليد 12 مايو 1971 في لواندا، هو لاعب كرة سلة أنغولي سابق. مثّل منتخب بلاده. شارك في دورة الألعاب الأولمبية الصيفية سنة 2000. حقق المركز الثالث في بطولة أمم أفريقيا لكرة السلة 1997.

## الميداليات
| الميدالية | المسابقة                          |
| --------- | --------------------------------- |
| برونزية   | بطولة أمم أفريقيا لكرة السلة 1997 |

## روابط خارجية
- غارسيا دومينغوس على موقع الاتحاد الدولي لكرة السلة (الإنجليزية)
- غارسيا دومينغوس على موقع كرة السلة الأوروبية.كوم (الإنجليزية)
- غارسيا دومينغوس على موقع ريلجم (الإنجليزية)
- غارسيا دومينغوس على موقع بروبوليرز (الإنجليزية)
- غارسيا دومينغوس على موقع سبورتس رفرنس (الإنجليزية)
- غارسيا دومينغوس على موقع أوليمبيديا (الإنجليزية)